# Lieven Malfait
Lieven Malfait (* 18. Juni 1952 in Kuurne) ein ehemaliger belgischer Radrennfahrer.

## Sportliche Laufbahn
Malfait war im Straßenradsport aktiv. Als Amateur siegte er 1973 im Flèche Ardennaise und wurde Zweiter in der Flandern-Rundfahrt der Amateure sowie im Circuit Franco-Belge. Im Amateurrennen der Straßenradsport-Weltmeisterschaften 1973 wurde er 41.
Von 1974 bis 1982 war Malfait Berufsfahrer. Er gewann die Eintagesrennen Omloop van de Westkust und Circuit des 3 provinces 1974, Omloop van het Houtland 1976, Grote Prijs Marcel Kint 1979, Circuit de la Region Liniere und Omloop Mandel 1980, Grand Prix du Tournaisis 1981. Dritter wurde er 1979 im Kampioenschap van Vlaanderen und im Grand Prix de Momignies. Malfait bestritt alle Grand Tours.
| Grand Tour            | 1977 | 1978 | 1979 |
| --------------------- | ---- | ---- | ---- |
| Vuelta a EspañaVuelta | DNF  | –    | DNF  |
| Giro d’ItaliaGiro     | 91   | –    | –    |
| Tour de FranceTour    | –    | –    | DNF  |

## Familiäres
Sein Vater Noël Malfait, sein Bruder Geert Malfait und sein Neffe Leif Hoste waren ebenfalls Radprofis.